# Porta Romana (Saturnia)
La Porta Romana di Saturnia è un'antica porta di accesso all'omonimo borgo fortificato del comune di Manciano, che si apre sul lato meridionale delle Mura di Saturnia lungo l'antico tracciato della Via Clodia ancora ben visibile.
La porta fa parte della porzione più antica delle mura, che risalgono ai tempi dei Romani (II secolo a.C.), che ivi fondarono un insediamento, non lontano da preesistenti necropoli etrusche. È l'unica rimasta delle 4 originarie porte di accesso romane.
Porta Romana fu parzialmente modificata già nell'82 a.C. durante l'ampliamento delle mura romane. Tuttavia, il suo aspetto attuale è dovuto principalmente alla ricostruzione effettuata dagli Aldobrandeschi in epoca medievale e al successivo restauro dei Senesi durante il Quattrocento.
La porta è costituita da strutture murarie in pietra e si caratterizza per l'apertura a doppio arco a tutto sesto sul lato interno che differisce da quella ad arco semplice sul lato esterno; presso la porta sono ravvisabili gli elementi stilistici riconducibili alle varie fasi storiche.